# Zabójcze radio
Zabójcze radio – amerykańska komedia kryminalna z 1994 roku według pomysłu George'a Lucasa.

## Główne role
- Brian Benben – Roger Henderson
- Mary Stuart Masterson – Penny Henderson
- Ned Beatty – Generał Walt Whalen
- George Burns – Milt Lackey
- Scott Michael Campbell – Billy
- Brion James – Bernie King
- Michael Lerner – Porucznik Cross
- Michael McKean – Rick Rochester
- Jeffrey Tambor – Walt Whalen, Jr.
- Stephen Tobolowsky – Max Applewhite
- Christopher Lloyd – Zoltan
- Larry Miller – Herman Katzenback
- Anita Morris – Claudette Katsenback
- Corbin Bernsen – Dexter Morris
- Rosemary Clooney – Anna